# Alyxia balansae
Alyxia balansae är en oleanderväxtart som beskrevs av Pitard. Alyxia balansae ingår i släktet Alyxia och familjen oleanderväxter. Inga underarter finns listade i Catalogue of Life.